# Heterusia adulatrix
Heterusia adulatrix är en fjärilsart som beskrevs av Thierry-mieg 1893. Heterusia adulatrix ingår i släktet Heterusia och familjen mätare. Inga underarter finns listade i Catalogue of Life.